# Filmfestival Málaga

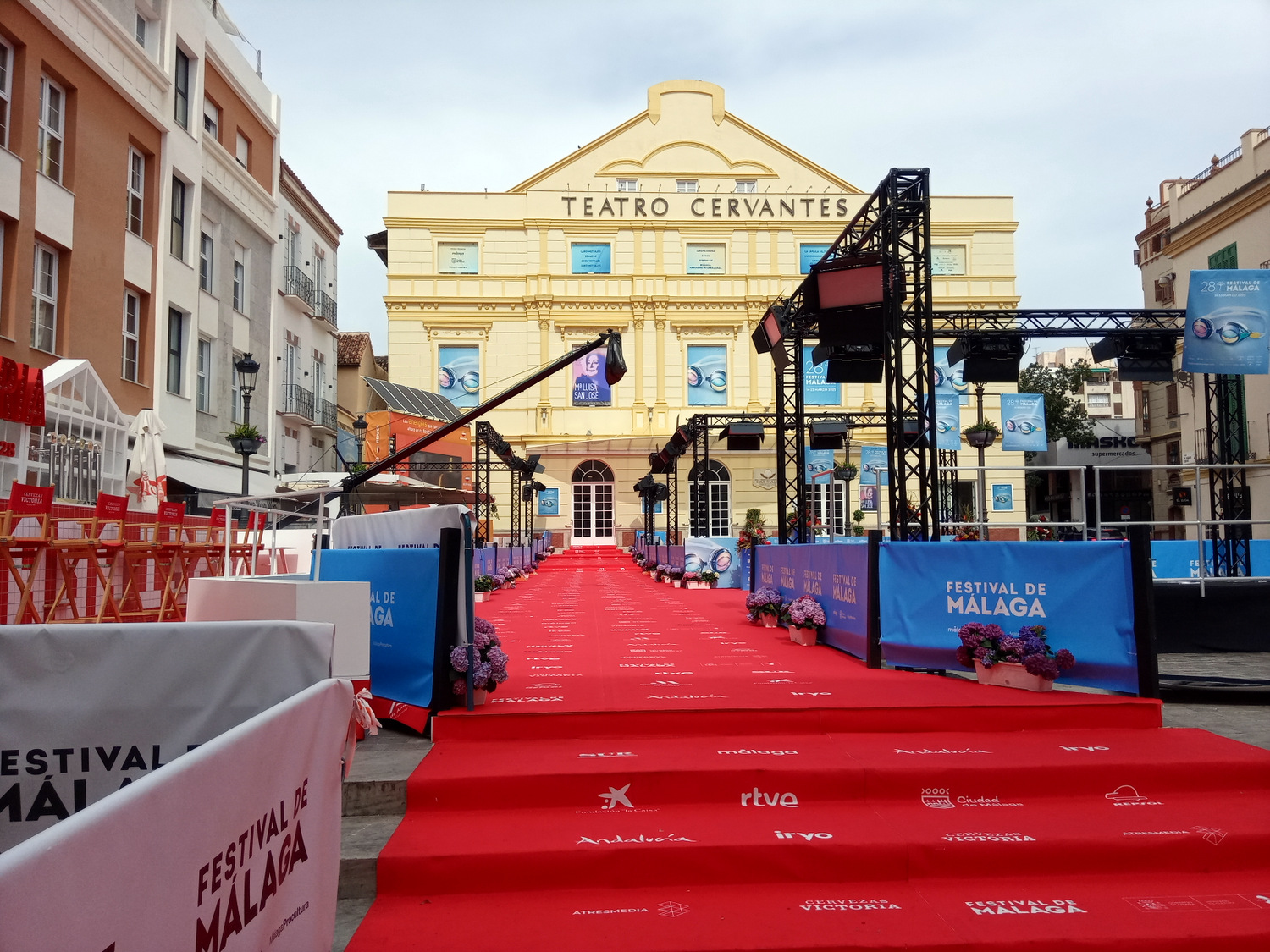
Teatro Cervantes, Málaga, 2025

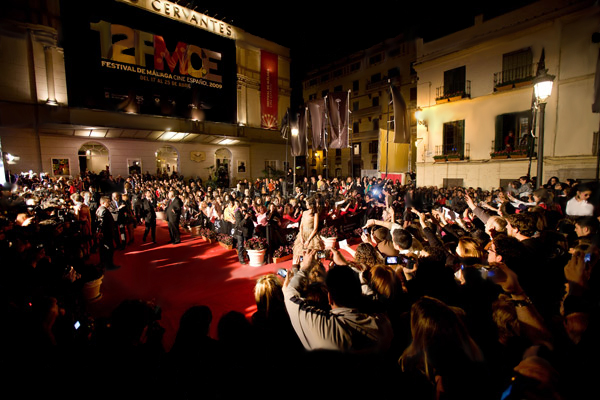
Teatro Cervantes am Abend, Málaga, 2009

Das Filmfestival Málaga, offiziell Festival de Málaga Cine en Español (FMCE), ist ein Filmfestival, welches jährlich im März bzw. April in Málaga (Spanien / Andalusien) ausgetragen wird.

## Geschichte

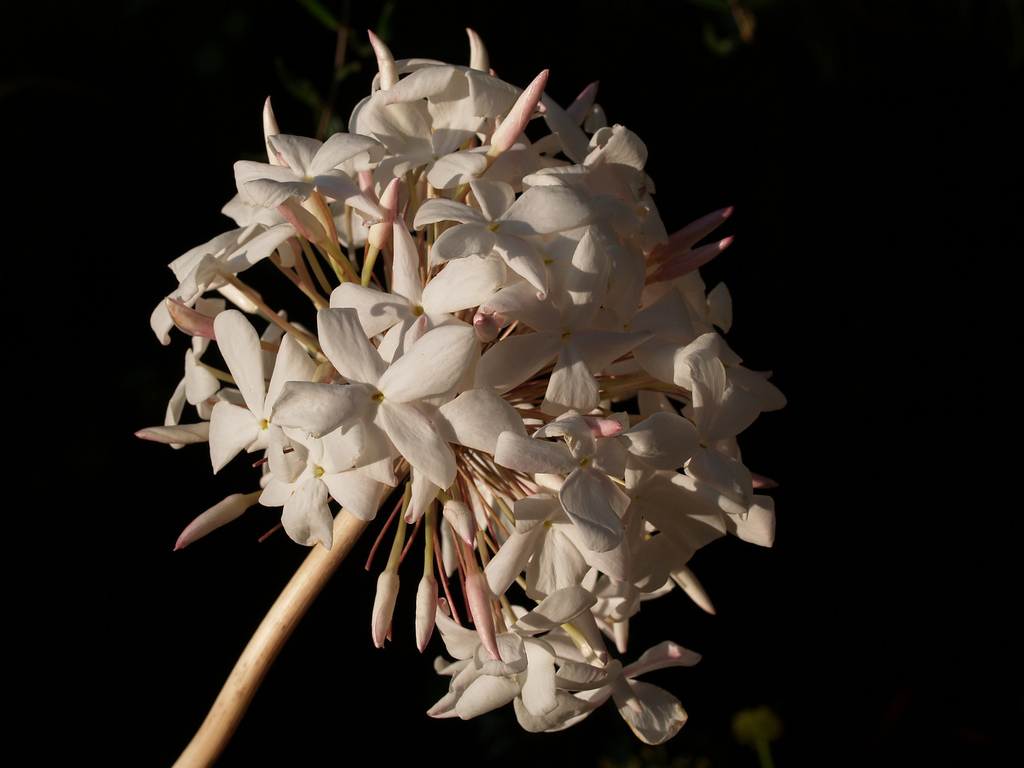
Biznaga

Das Filmfestival wurde erstmals vom 9. bis 17. März 1998 ausgerichtet.
Ehrengast bei der ersten Veranstaltung war der spanische Schauspieler und Regisseur Fernando Fernán Gómez, die Retrospektive war dem spanischen Filmemacher Montxo Armendáriz gewidmet. Das Filmfestival Málaga zeigt Spielfilme, Kurzfilme, Animations- und Dokumentarfilme mit spanischem und lateinamerikanischem Bezug. Ziel des Festivals ist die Förderung und Verbreitung des spanischen Films, die Schaffung von Foren, Diskussionen und Zusammenkünften, sowie die Analyse und Präsentation der audiovisuellen Fachbereiche.
Als Hauptpreis für den besten Spielfilm wird der „Biznaga de Oro“ („Goldener Jasmin“) verliehen. Weitere Auszeichnungen sind „Biznagas de Plata“ („Silberner Jasmin“) für zahlreiche Kategorien, auch einige Ehrenpreise werden vergeben.
Die Preisverleihung findet traditionell im Theater „Teatro Cervantes“ statt.
Wegen der Verbreitung des Coronavirus musste das Festival in den Jahren 2020 und 2021 erstmals aufgrund von Vorsichtsmaßnahmen verschoben werden. So hat die 23. Ausgabe erst vom 21. bis 30. August 2020 stattgefunden, die 24. Ausgabe vom 3. bis 13. Juni 2021. Zum 25. Jubiläum im Jahr 2022 konnte das Festival zum Frühjahrstermin (18. bis 27. März 2022) zurückkehren.

## Preise
Es werden 36 Preise in 7 Kategorien verliehen, davon zweimal „Goldener Jasmin“ (Biznaga de Oro, ab 2023 dotiert mit jeweils 8.000 Euro, zuvor 10.000 Euro (2021) bzw. ehemals 12.000 Euro).

### 1. Kategorie Spielfilm
- Biznaga de Oro, Bester Spielfilm Spaniens
- Biznaga de Oro, Bester Spielfilm Iberoamerikas
- Biznaga de Plata, Spezialpreis der Jury
- Biznaga de Plata, Beste Regie
- Biznaga de Plata, Beste Schauspielerin
- Biznaga de Plata, Bester Schauspieler
- Biznaga de Plata, Beste Nebendarstellerin
- Biznaga de Plata, Bester Nebendarsteller
- Biznaga de Plata, Bestes Drehbuch
- Biznaga de Plata, Beste Musik
- Biznaga de Plata, Beste Kamera
- Biznaga de Plata, Bester Schnitt
- Biznaga de Plata, Publikumspreis (unter Beteiligung einer spanischen Produktionsfirma)

### 2. Kategorie Dokumentarfilm Zonazine
- Biznaga de Plata, Bester Film
- Biznaga de Plata, Beste Regie
- Biznaga de Plata, Beste Schauspielerin
- Biznaga de Plata, Bester Schauspieler
- Biznaga de Plata, Publikumspreis

### 3. Kategorie Dokumentarfilm
- Biznaga de Plata, Bester Dokumentarfilm (dotiert mit 8.000 Euro)
- Biznaga de Plata, Beste Regie
- Biznaga de Plata, Publikumspreis

### 4. Kategorie Kurzspielfilm
- Biznaga de Plata, Bester Kurzspielfilm (dotiert mit 3.000 Euro)
- Biznaga de plata, Spezialpreis der Jury
- Biznaga de Plata, Beste Schauspielerin
- Biznaga de Plata, Bester Schauspieler
- Biznaga de Plata, Beste Regie
- Biznaga de Plata, Publikumspreis

### 5. Kategorie Kurzfilm Animation
- Biznaga de Plata, Bester Kurzfilm Animation (dotiert mit 3.000 Euro)
- Biznaga de Plata, Spezialpreis der Jury
- Biznaga de Plata, Publikumspreis

### 6. Kategorie Kurzfilm Dokumentation
- Biznaga de Plata, Bester Kurzfilm Dokumentation (dotiert mit 3.000 Euro)
- Biznaga de Plata, Spezialpreis der Jury
- Biznaga de Plata, Publikumspreis

### 7. Kategorie Kurzfilm Málaga
- Preis für den besten Kurzspielfilm (dotiert mit 1.000 Euro)
- Preis Bester Kurzfilm Dokumentation, Animation oder Experimentalfilm (dotiert mit 1.000 Euro)
- Publikumspreis

### Ehrenauszeichnungen
„Premio Málaga“, „Homenajeados“, „Premio Ricardo Franco“, „Premio Retrospectiva“, „Premio Eloy de la Iglesia“, „Biznaga de Plata Ciudad del Paraíso“, „Película de Oro“

## Auszeichnung Bester Spielfilm Spaniens
Der „Biznaga de Oro“ für den besten Spielfilm Spaniens wurde für folgende Spielfilme vergeben:
- 2025 „Sorda“, Regie: Eva Libertad
- 2024 „Segundo premio“, Regie: Isaki Lacuesta und Pol Rodríguez
- 2023 „20.000 especies de abejas“ (20.000 Arten von Bienen), Regie: Estibaliz Urresola Solaguren
- 2022 „Cinco lobitos“ (Lullaby), Regie: Alauda Ruiz de Azúa
- 2021 „El ventre del mar“ (The Belly of the Sea), Regie: Agustí Villaronga
- 2020 „Las niñas“ (Mädchen), Regie: Pilar Palomero
- 2019 „Els dies que vindran“ (Los días que vendrán), Regie: Carlos Marques-Marcet
- 2018 „Les distàncies“ (Las distancias), Regie: Elena Trapé
- 2017 „Verano 1993“, Regie: Carla Simón
- 2016 „Callback“, Regie: Carles Torras
- 2015 „A cambio de nada“, Regie: Daniel Guzmán
- 2014 „10.000 km“ (Long Distance), Regie: Carlos Marques-Marcet
- 2013 „15 años y un día“, Regie: Gracia Querejeta
- 2012 „Los niños salvajes“, Regie: Patricia Ferreira
- 2011 „Cinco metros cuadrados“, Regie: Max Lemcke
- 2010 „Rabia“ (Stille Wut), Regie: Sebastián Cordero
- 2009 „La vergüenza“, Regie: David Planell
- 2008 „Tres días“, Regie: Francisco Javier Gutiérrez
- 2007 „Bajo las estrellas“, Regie: Félix Viscarret
- 2006 „Los aires difíciles“, Regie: Gerardo Herrero
- 2005 „Tapas“, Regie: Juan Cruz and José Corbacho
- 2004 „Héctor“, Regie: Gracia Querejeta
- 2003 „Torremolinos 73“ (Die Torremolinos Homevideos), Regie: Pablo Berger
- 2002 „El otro lado de la cama“, Regie: Emilio Martínez Lázaro
- 2001 „Sin vergüenza“, Regie: Joaquín Oristrell
- 2000 „Sexo por compasión“ (Sex aus Mitgefühl), Regie: Laura Mañá
- 1999 „Las huellas borradas“, Regie: Enrique Gabriel
- 1998 „La primera noche de mi vida“, Regie: Miguel Albaladejo

## Auszeichnung Bester Spielfilm Iberoamerikas
Der „Biznaga de Oro“ für den besten Spielfilm Iberoamerikas wurde für folgende Spielfilme vergeben:
- 2025 „Perros“/ El ladrón de perros (Hunde), Regie: Vinko Tomičić Salinas
- 2024 „Radical“ (Radical – Eine Klasse für sich), Regie: Christopher Zalla
- 2023 „Las hijas“ (Die Töchter), Regie: Kattia G. Zúñiga
- 2022 „Utama“ (Utama. Ein Leben in Würde), Regie: Alejandro Loayza Grisi
- 2021 „Karnawal“, Regie: Juan Pablo Félix
- 2020 „Blanco de Verano“ (Summer White), Regie: Rodrigo Ruiz Patterson
- 2019 „Las niñas bien“ (The Good Girls), Regie: Alejandra Márquez Abella
- 2018 „Benzinho“ (Loveling), Regie: Gustavo Pizzi
- 2017 „Últimos días en La Habana“ (Letzte Tage in Havanna), Regie: Fernando Pérez

## Veranstaltungsorte
Veranstaltungsorte für die Filmpräsentationen des Festivals sind das Teatro Cervantes, das Teatro Echegaray, das Cine Albéniz, das Centro Cultural María Victoria Atencia, das Museo Carmen Thyssen und das Museo Picasso Málaga.
Weitere Orte für festivalbegleitende Aktivitäten sind der Plaza de la Merced, die Calle Alcazabilla, das Rectorado UMA, der Sala Alameda Cajamar, die Yelmo Cines Vialia und der Palacio Episcopal.
Im Jahr 2022 fand die Eröffnungsgala erstmals nicht im Teatro Cervantes statt, sondern in der Veranstaltungshalle Palacio de Deportes José María Martín Carpena, welche ausreichend Platz für bis zu 3.000 Gäste und damit die dreifache Kapazität des Theaters bieten sollte.